# Gorjok Gak
Gorjok Gak (Sydney, 9 novembre 1996) è un cestista australiano con cittadinanza sudsudanese.

## Carriera
Dopo aver trascorso la carriera universitaria tra i Florida Gators e i CBU Lancers, il 23 luglio 2021 firma il primo contratto professionistico con il Nymburk, con cui vince il campionato ceco.
Il 6 luglio 2022 si trasferisce ai Brisbane Bullets, facendo così ritorno in Australia.

## Palmarès
- Campionato ceco: 1

ČEZ Nymburk: 2021-2022